# Corso Bovio
Corso Bovio (Napoli, 1º dicembre 1880 – 1958) è stato un avvocato e politico italiano.

## Biografia
Nato a Napoli, era figlio di Giovanni Bovio e fratello del poeta Libero Bovio. Il padre gli diede il nome di Corso in onore della Corsica sottomessa alla Francia.
Fu massone,  avvocato e giornalista. Già socialista eletto alla Camera dei deputati nel 1921 e nel 1924, venne espulso dal partito il 12 settembre 1925 per aver aderito al fascismo, pur rimanendo in Parlamento fino al termine della legislatura, nel 1929.
La carriera politica di Corso Bovio, definito « curioso tipo di anfibio invertebrato », fu riassunta da Antonio Gramsci in un articolo de l'Unità del 13 settembre 1925: « [...] All'inizio della guerra egli fu neutralista assoluto. Poi ebbe degli scrupoli e passò con i turatiani. Poi se ne andò dal Partito e divenne interventista. A guerra finita fu candidato con i democratici [...] Poi divenne comunista elettoralista [...] e per qualche tempo militò nella estrema sinistra del PSI [...] al congresso di Milano (1923) fu tra quelli che difesero l'espulsione dei terzinternazionalisti [...] Nenni e complici lo elessero collaboratore fisso del giornale massimalista  [...] scrivendo rebus mitologici e fesserie politiche [...] Ora questo piccolo clown pianta la baracca dell'Avanti! e se ne va coi fascisti [...] ».

## Scritti
- Il risveglio dell'Internazionale, Milano, Libreria Editrice « Avanti! », 1917
- Giovanni Bovio nella vita intima, Milano, Libreria Editrice « Avanti! », s.d.
- Delitti e delinquenti nel nuovo codice penale, Napoli, Alfredo Guida Editore, 1931
- Le malattie dello spirito nel nuovo codice penale, Napoli, Alfredo Guida Editore, 1932